# バダ・ハリ
バダ・ハリ（アラビア語: بدر هاري, ラテン文字表記: Badr Hari、1984年12月8日 - ）は、オランダ出身の男性キックボクサー、プロボクサー。モロッコ系オランダ人。ショータイム、マイクスジム所属。初代IT'S SHOWTIME世界ヘビー級王者。初代K-1ヘビー級王者。入場曲はAPPAの「Badr Hari Bad Boy」。K-1参戦当初はバド・ハリと表記され、国旗の表記はオランダだった。
リング外での悪童ぶりとトラッシュトークも目立つが、試合運びは極めて正統派。アーネスト・ホーストやブランコ・シカティックも絶賛するほどの才能を持ち、15歳でプロデビューして以来、驚異的な勝率の高さを誇る。
「THE GOLDEN BOY」というニックネームの由来は、バダ自ら「俺が触った物は全て金になる。俺がリングを触ればリングが金色に、俺が女の子を触ったら女の子が金色になる。だから俺はGOLDEN BOYだ」と言ったことによって定着した。「悪魔王子」の由来は、「悪魔王子」として恐れられた変則ボクサーナジーム・ハメドから。ハメドもバダ同様アラブ系である。K-1参戦前は「スネーク（蛇）」の異名で呼ばれていた。
ピーター・アーツやブランコ・シカティックを輩出しているドージョー・チャクリキ、レミー・ボンヤスキーやアンディ・サワーを輩出しているメジロジムに所属した時期もあったが、現在はマイクスジムでメルヴィン・マヌーフ、ビヨン・ブレギーらと共に練習を積んでいる。

## 来歴

### オランダ格闘技界MVP獲得 - K-1参戦まで
2003年6月8日、IT'S SHOWTIME 6アムステルダム・アレナ大会でアレクセイ・イグナショフと対戦し、3ラウンドKO負け。なお、試合のわずか4日前にオファーをもらっての緊急参戦であった。
2004年3月21日、Profighters Gala in Almereにてエロル・パリスと対戦。右フックで5ラウンドKO勝ち。
5月20日、It's Showtime 7にてアジス・カトゥーと対戦。膝蹴りで腕を骨折させて2ラウンドKO勝ち。
10月10日、2 Hot 2 Handleにてグーカン・サキと対戦。2ラウンド終了後、タオル投入によるTKO勝ち。
12月12日、Rings Fightgala 〜Born Invincible〜にてゲーリー・ターナーと対戦。判定勝ち。
これらの実績が評価され、同年のK-1 WORLD GP王者レミー・ボンヤスキーを抑えてオランダ格闘技界の年間MVPを19歳にして受賞した。

### K-1参戦
2005年6月12日、IT'S SHOWTIME 8でステファン"ブリッツ"レコと対戦。1R中盤にバックスピンキックをボディに受けてダウンし、1ラウンドKO負けを喫した。
11月19日、K-1 WORLD GP 2005 IN TOKYO 決勝戦でK-1デビューを果たし、第2リザーブファイトにおいてステファン"ブリッツ"レコと再戦。前回自分がKOされた右バックスピンキックを顎に直撃させて2ラウンド失神KO勝ちでリベンジを果たした。試合後、「オランダに自分が理想とするスタイルのファイターはいない。オランダ人のトップになる。誰でもやってやる」とコメントした。
2006年3月5日、K-1 WORLD GP 2006 IN AUCKLANDのOCEANIA GPに出場。試合前日の記者会見では、1回戦の対戦相手ピーター・グラハムに挑発を繰り返し、会見後にも執拗に絡んだため喧嘩騒動に発展した。最後は挑発したバダ・ハリが突然グラハムに全力で殴りかかったが、パンチをかわされ逆にグラハムのタックルを受けて地面に倒された。試合はやや優勢に戦っていたものの、3ラウンドにグラハムの胴回し回転蹴り（ローリングサンダー）を受け、失神したうえアゴを2箇所も骨折してのKO負け。病院送りにされ半年間の戦線離脱を余儀無くされた。
2006年9月30日、K-1 WORLD GP 2006 開幕戦にファン投票1位とK-1が発表。バダ・ハリは予選でグラハムに敗れているためGP開幕戦の出場権は無かったが、K-1の推薦選手としてGP開幕戦に出場。ルスラン・カラエフと対戦。試合直前の控え室ではK-1のルールを管轄する日本人スタッフが、バダ・ハリの使うルール違反の足の保護サポーターを「これは試合で使えない」と注意するとイライラを募らせ、パイプ椅子を持ち上げて全力で地面に叩きつけて暴れたり、その日本人スタッフを大声で罵倒して「あいつをここから出て行かせろ！」「あいつは敵から送り込まれた！」などと言い放ち、放送禁止用語と暴言を連発した。試合ではインローでバランスを崩したところに、カラエフの左右のフックを受けてダウン。1RKO負けを喫した。試合後、怒りをあらわにしたバダ・ハリはリング上で猛抗議し、暫くリングを降りようとしなかった。リプレイ映像ではカラエフの右フックがバダ・ハリのテンプルに当たってバダ・ハリが倒れていたり、カラエフがフックで倒れたバダにローキックを放つシーンもコンビネーションと流れであるため結果は覆らなかった。カラエフも「膝がつく前に蹴っていたのだから反則ではない」と話している。怒りの収まらないハリは控え室に戻る途中で、会場案内標識やスピーカーを破壊するなど大暴れした。
12月2日、K-1 WORLD GP 2006 IN TOKYO 決勝戦のスーパーファイトでポール・スロウィンスキーと対戦。ローキック一本で攻めるスロウィンスキーを手数で押し、3R判定勝ちを収めた。
12月31日、K-1 PREMIUM 2006 Dynamite!!でニコラス・ペタスと対戦。バダの打撃によりペタスが左腕を骨折し2ラウンドTKO勝ちとなった。

### K-1ヘビー級王座獲得・トップスター入り
2007年3月4日、K-1 WORLD GP 2007 IN YOKOHAMAにて、初代K-1ヘビー級王座挑戦者決定戦でルスラン・カラエフと再戦。2ラウンドにダウンを奪われるも、その直後、カラエフの左に合わせたカウンターの右ストレートで逆転の2ラウンドKO勝ち。後にこの試合はSRSの2007年ベストバウト賞に選ばれた。
4月28日、K-1 WORLD GP 2007 IN HAWAIIで藤本祐介と初代K-1ヘビー級王者決定戦を行い、左ハイキックで1ラウンドKO勝利し、初代K-1ヘビー級王座を獲得。
8月5日、K-1 WORLD GP 2007 IN HONG KONGでピーター・グラハムと再戦。アウトボクシングを展開し、3ラウンドに左ミドルと右ストレートをボディーに喰らわせダウンを奪っての判定勝ちを収めリベンジを果たした。試合後二人はリングで肩を組み合い観衆はそれを讃えたが、その後のコメントで「憎んではいないが、友人として認めたわけでもない」と語っている。
12月8日、K-1 WORLD GP 2007 FINALの準々決勝で戦前から舌戦を繰り広げていたレミー・ボンヤスキーと対戦。フルラウンドに渡り好勝負となったが判定負け。試合後のコメントでは相手を認める発言をするも、あくまで「スポーツマンとして敬意を示しただけ。仲直りじゃない」、「レミーは王者になれるような選手じゃない」と述べた。
2008年4月13日、K-1 WORLD GP 2008 IN YOKOHAMAでレイ・セフォーと対戦。1ラウンドに3度のダウンを奪いKO勝ち。
6月29日、K-1 WORLD GP 2008 IN FUKUOKAで行われたK-1ヘビー級タイトルマッチでグラウベ・フェイトーザと対戦し、右フックで1ラウンドKO勝ち。初防衛を果たした。
8月9日、K-1 WORLD GP 2008 IN HAWAIIのスーパーファイトでドマジョフ・オスタジックと再戦。開始早々にお互いのパンチが相打ちとなり、グラつかされたが、相手のオスタジックもそのままダウンして1ラウンドKO勝ちを収めた。
9月27日、K-1 WORLD GP 2008 IN SEOUL FINAL16でチェ・ホンマンと対戦。2ラウンドにホンマンの左フックでダウンを喫するも、3ラウンドは左ボディブローやローキックを中心に攻め、判定0-1でドローとなり延長ラウンドへ突入。しかし、延長ラウンド開始時にホンマンが負傷により試合を続けることを拒否し、ホンマンサイドのタオル投入によりTKO勝ちを収めた。
12月6日、K-1 WORLD GP 2008 FINALでは準々決勝でピーター・アーツと対戦。1ラウンドにダウンを奪ったうえ、2ラウンドにもダウンを奪った直後にレフェリーストップとなりTKO勝ち。準決勝ではエロール・ジマーマンとダウンの奪い合いの末に3ラウンドKO勝ちを収めた。

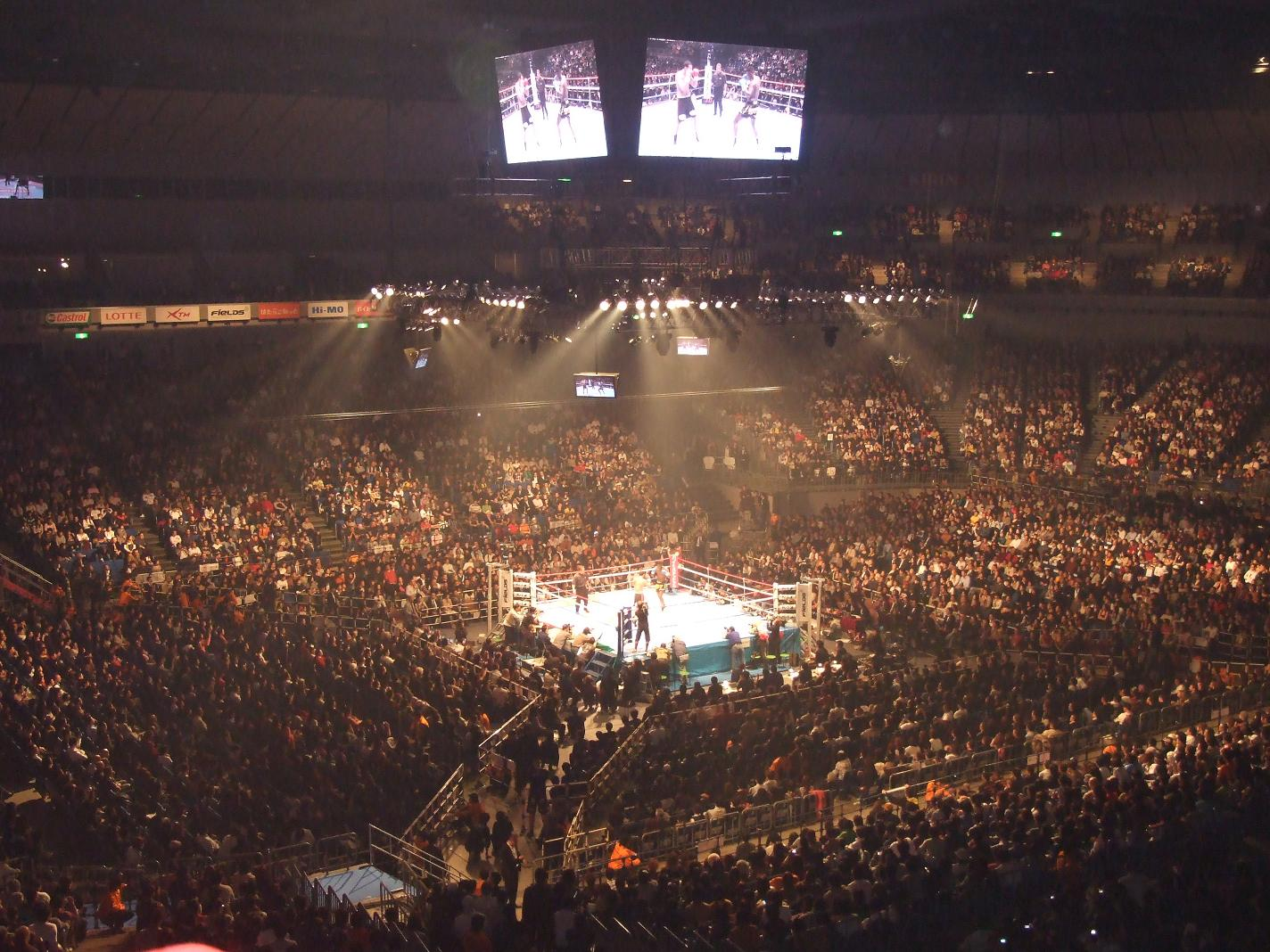
K-1 WORLD GP 2008 FINALにてレミー・ボンヤスキーと対するハリ

決勝戦のレミー・ボンヤスキー戦では1ラウンドに左フックでダウンを奪われ劣勢になると、2ラウンドにレミーの足を手ですくうようにして倒し、倒れたレミーに対して審判の制止にもかかわらずパンチを打ち続け、さらにレミーの頭部を足で踏みつけたため、レフェリーの角田信朗がバダ・ハリを引き離して試合が中断。反則攻撃によりレミーがダメージを受けダブルヴィジョン（物が二重に見えること）を訴えて試合続行不可能となったため、バダ・ハリの反則行為がスポーツマンシップに反すると判断されレッドカードが提示された。これによりバダ・ハリは反則負けとなった。
試合後、バダは「感情的になってしまった。仕掛けようとしても攻撃が帰ってこないので、その中で思わず、ストリートファイトのような本能が目覚めてしまった。ファンにはお詫びしたい。審判団の裁定を真摯に受け止めたい。ただ、レミーはダメージが無かったんじゃないか？反則勝ちが告げられるとすぐに立ち上がり、彼なりに素晴らしいスピーチを繰り広げていた。レミーのセコンドからもインターバル中に立ち上がるなといった指示が聞こえた。今日の彼の優勝は、最優秀男優賞として与えられたものにすぎない」とコメントした。
その後、12月17日に谷川貞治からファイトマネーの全額没収、準優勝の資格および賞金の取り消し、保有するK-1ヘビー級王座剥奪という処分が発表された。ルールブックや契約書に記載されていないことを理由に出場停止処分は課されなかった。
2008年12月31日、Dynamite!! 〜勇気のチカラ2008〜にて、DREAM.6でバダが名指しで挑発した総合格闘家のアリスター・オーフレイムとK-1ルールで対戦。1ラウンド膝蹴りと左フックのコンビネーションでダウンを奪われ、最後はアリスターのカウンターの左フックを受けてKO負け。試合後、「（K-1の方がMMAより強いと発言したが、）今日はたまたまこういう結果（K-1選手がMMA選手に全敗）になった。K-1vsMMAということはなく、試合は2人の選手の1対1の戦いであり、どちらのジャンルが強いということではない」とコメントした。またこの2人の対戦はK-1ルールと総合ルールで1試合ずつ、計2試合行われる事が試合決定前に両者の間で合意されており、アリスターの口からも「勝敗にかかわらず、MMAルールで再戦されることが双方の間で事前に合意していたので次は総合ルールだ。」と語られていた。しかし、その後、K-1がその話を有耶無耶にしてしまい、記者に聞かれたバダ・ハリも「総合には出ない」と再戦を拒否したため、2009年に予定されていた総合ルールでの再戦は行われることはなかった。
2009年3月28日、K-1 WORLD GP 2009 IN YOKOHAMAでエロール・ジマーマンと再戦予定であったが、調整不足を理由に欠場。これは5月のシュルト戦の大一番に専念するための欠場とみられたが、谷川氏は「一度は出場オファーを受諾した後、怪我もしていないのに欠場を申し出るなんてプロとして失格」と語った。
5月16日、IT'S SHOWTIMEの初代IT'S SHOWTIME世界ヘビー級王者決定戦でK-1スーパーヘビー級王者セミー・シュルトと対戦。序盤から激しいパンチの打ち合いとなり、バダが2度のダウンを奪って1ラウンド45秒KO勝ち。初代IT'S SHOWTIME世界ヘビー級王座を獲得した。
12月5日、K-1 WORLD GP 2009 FINALの準々決勝でルスラン・カラエフと対戦。試合開始と同時に激しい打ち合いを展開し、1ラウンド38秒KO勝利。準決勝では大晦日にKO負けを喫しているアリスター・オーフレイムと対戦。パンチでダウンを奪い、最後は左ハイキックで1ラウンドKO勝ち。続く決勝では5月にKO勝利を収めているセミー・シュルトと対戦し、1ラウンドに3度のダウンを奪われKO負け。惜しくも準優勝となり、試合後は人目もはばからず号泣した。なおこの結果、1998年のピーター・アーツ、同年のシュルトと並び決勝トーナメント3試合全てを1ラウンドKOもしくはTKOで終えた選手となり、また準優勝者ではK-1史上初の記録である。
2010年2月13日、ムラッド・ボウジディに2ラウンドKO勝ちでIT'S SHOWTIME世界ヘビー級王座の初防衛に成功。
4月3日、K-1 WORLD GP 2010 IN YOKOHAMAのメインイベントでアレクセイ・イグナショフと7年ぶりに再戦し、ダウンを奪っての判定勝ちでリベンジに成功。
5月29日、IT'S SHOWTIME世界ヘビー級タイトルマッチでヘスディ・カラケスと対戦。2ラウンドにカラケスが転倒したところにキックを放ち反則負けとなり、王座から陥落した。試合翌日にバダ陣営から「私はキック人生において二度目の同じ過ちをしてしまいました。私のやった行動は自分自身のみならず観客の皆様をも失望させることになりました。考えた末に私は無期限謹慎を決めました。復帰予定がいつになるかは分かりません。自分で自分を罰することを決めました」というプレスリリースが配信された。しかし、所属するマイクスジムのマイク会長は「先日のIT'S SHOWTIMEの後は9月のK-1 WORLD GP開幕戦までバダが休暇をとることは最初から予定していた。バダは9月のK-1  WORLD GP開幕戦で復帰する予定だ」とコメントしており、自主謹慎はほとんど無意味なものであった。6月8日、IT'S SHOWTIMEを主催するヨーロピアン・ファイティング・ネットワークからバダ・ハリに対してカラケス戦の罰金処分を下したことがIT'S SHOWTIME公式サイトで発表された。処分の決定の経緯については「バダ・ハリ本人が失格が妥当な判断であることを認識しており、自ら謹慎を申し出ている。また以前にK-1で同様の反則を行ったが、この裁定にIT'S SHOWTIMEは関与していない。バダ・ハリにIT'S SHOWTIMEの大会への出場停止処分を下すことは簡単だが、バダは最初から今年のIT'S SHOWTIMEの大会にはもう出場しないことが決まっており、我々の管轄外であるK-1には出場できるので意味が無い。彼が反省している25歳の若者であることを考慮して2度目のチャンスを与える」とした。
10月2日に開催されたK-1 WORLD GP 2010 IN SEOUL FINAL16への出場資格はあったが欠場。K-1は「2月に起きた暴行事件の容疑を晴らすために出場を辞退した」と公式発表したが、バダ・ハリは実際にはオランダを離れてモロッコで休暇をとっており、裁判の準備を始めたのは10月下旬であった。欠場理由についてバダ・ハリ本人はインタビューで「K-1側は俺に高額なファイトマネーを提示してオファーしてきたが、今はモチベーションが低くて、やる気が出ない。来年のIT'S SHOWTIMEのアムステルダム・アレナ大会でビッグ・カムバックしたい」とも語っている。
12月11日に開催されたK-1 WORLD GP 2010 FINALのリザーブマッチへの出場オファーもあったが、ここでもモチベーション不足を理由に欠場した。
2011年5月14日、IT'S SHOWTIME LYONのメインイベントで約1年ぶりに復帰戦を行いグレゴリー・トニーに1RKO勝ち。グレゴリーは「世界最強のドアマン」というニックネームを持つことから「（前年の事件の）ドアマンのリベンジマッチ」との声も一部からは上がったが、試合内容はバダのワンサイドゲームとなった。

### プロボクシング転向報道
2011年9月28日、IT'S SHOWTIME公式サイトにて、2012年1月28日のIT'S SHOWTIMEレーワルデン大会のメインイベントでグーカン・サキとの7年ぶりの再戦が発表されると共に、この試合を最後にバダ・ハリがキックボクシングを引退してアメリカでプロボクシングに転向することが正式発表された。また、2011年10月29日開催予定のK-1 WORLD GP FINAL16南京大会には参戦予定としたものの、決勝大会にはK-1を主催するFEGがIT'S SHOWTIMEおよび他の選手へのファイトマネー未払いを清算しない限り参戦しないことも表明した。結局、K-1南京大会は中止となった。
2012年1月28日、IT'S SHOWTIME 54 & 55にてグーカン・サキと7年ぶりの再戦。1R決着を予告していたバダは、宣言通りの1Rノックアウト勝ちを収めた。試合後に発表されたコメントで「キックに戻ってくることは決してない。もう、キックでは闘志を炊きたてられるものがないんだ。これからの人生をボクシングのリングで築きあげ、夢を実現させたい。第一章は終り、次の戦いの幕が上がるんだ」と語っていた。
ボクシング転向のため、元4団体統一世界ミドル級王者ならび現WBC世界ライトヘビー級王者バーナード・ホプキンスや元3階級制覇王者シェーン・モズリーらを指導しているナジーム・リチャードソンがバダ・ハリのボクシング・トレーナーとなった。
バダがキックボクシング引退を決意した理由の一つが、K-1の主催会社FEGの選手へのファイトマネー未払い問題だったが、2012年にK-1の主催会社がFEGから「K-1グローバルホールディングス」へと変わって大会が開催されていくこととなり、新生K-1第一弾大会となる2012年5月27日にマドリードで開催の「K-1 WORLD MAX 2012 K-1 RISING!」に参戦することとなった。そのため、プロボクシングの試合を行うことなく現在に至っている。
2012年5月27日、新生K-1第一弾大会であるK-1 Rising 2012 〜 K-1 World MAX Final 16 〜 in Madridにて、アンダーソン・ブラドック・シルバと対戦し、1Rにダウンを奪うが、その後は2R途中からはシルバの反撃を受け失速。苦戦を強いられたが判定勝ち。
2012年10月14日に開催されたK-1 Rising 2012 〜 K-1 World Grand Prix 2012 Final 16に出場予定だったが、合計6件の暴行殺人未遂罪と放火罪で逮捕されたため、欠場となった（後述）。
2012年11月9日、一時的に仮釈放されたが、その3日後の11月12日に再逮捕される。以前、被害者と接触し事件のもみ消しを行った前科や被害者や目撃者の脅迫・暴行の可能性などから、『被害者・目撃者との接触の禁止』『レストラン、クラブなどの出入りが禁止』等が仮釈放の条件として出されていたが、それを守らなかったため再逮捕された。
2013年1月22日に、「バダ・ハリ本人が事件に対して全て自供し、認めているため拘留したまま取り調べを続ける理由がなくなった」という理由から、再び仮釈放された。今後は開かれる裁判にその都度出廷する予定となった。
2013年3月15日、K-1 World Grand Prix 2012 Final 8のトーナメントに出場し、準々決勝でザビット・サメドフと対戦。1Rにバダがサメドフの金的を蹴り上げてしまい、その後も金的のダメージによりサメドフが失速するアクシデントがあったがダウンを奪い判定勝ち。準決勝へ駒を進めたが、バダはこの試合で負傷したため同日の準決勝を負傷棄権した。
2013年5月25日、Legend Fighting Showにてザビット・サメドフと再戦。1R早々にサメドフのラッシュでグラつき、1R後半にはクリンチの離れ際にサメドフに左フックを受けてダウンを奪われた。2Rには打ち合いの中でサメドフの右アッパーと左フックを受けて再びダウン。その攻撃でバダは試合放棄し、座ったまま立ち上がらずKO負け。サメドフにリベンジを許した。
2013年11月9日、Legend Fighting Show 2でアレクセイ・イグナショフと再戦。3R判定勝ちを収めた。
2016年12月10日、GLORY Collision: Rico vs. BadrのGLORY世界ヘビー級タイトルマッチで、リコ・ヴァーホーベンと対戦し、2Rに肩を脱臼してTKO負けを喫した。
2018年3月3日、GLORY: Rotterdamでヘスディ・ゲルゲスと再戦し、3R判定勝ちを収めた。しかし、バダ・ハリとゲルゲスの両選手が試合後の薬物検査で陽性となり失格。勝敗はノーコンテストへと変更された。バダ・ハリはドーピング違反により出場停止19ヶ月の処分を受けることとなった。
2019年12月21日、Glory: Collision 2のGLORY世界ヘビー級タイトルマッチでリコ・ヴァーホーベンと再戦。3Rに足を負傷してTKO負けを喫した。
2020年12月20日、GLORY 76でベンジャミン・アデグバイと対戦し、3Rにフックでダウンを奪われると、ミドルキックをボディに受けて2度目のダウン。そのまま立ち上がれず3RKO負けを喫した。
2021年9月4日、GLORY 78でアルカディウシュ・ゾセクと対戦。2Rに左ハイキックを受けて失神KO負け。
2022年3月19日、GLORY 80でアルカディウシュ・ゾセクと再戦。2Rに飛び膝蹴りを受けてダウンを奪われた。バダはなんとか立ち上がるも、その直後に会場のファン達が客席で暴れ出して乱闘騒ぎを起こしたことで試合が中断。その後、試合は続行されず、バダ・ハリ劣勢の展開のままノーコンテストとなった。
2022年10月9日、GLORY: Collision 4でアリスター・オーフレイムとラバーマッチを行い、3Rに2度ダウンを奪われ0-3の判定負け。試合後に引退を発表した。その後、11月21日にオーフレイムから禁止薬物の陽性反応が出たことが発表されたため、2023年3月14日に裁定がノーコンテストに変更された。
2023年9月9日、GLORY 88メインイベントのヘビー級マッチで引退宣言から約11ヶ月ぶりの再起戦としてジェームズ・マクスウィーニーと対戦する予定だったが、2023年9月8日に発生したモロッコ地震を受けて、試合ができるほどの精神状態ではないとして当日に欠場を発表した。
2023年10月7日、GLORY 89で仕切り直しの復帰戦としてウク・ユルジェンダルと対戦するも、2Rに通算4度のダウンを奪われTKO負けを喫した。ハリは試合後に残り1戦での現役引退を示唆した。

## 私生活でのトラブル
2005年12月、IT'S SHOWTIMEのCEOでバダのプロモーターであるサイモン・ルッツの妻の友人家族がストーカーの被害を受けており、ルッツが話をつけるためにバダを連れてストーカー犯の家を訪問したものの、居留守を使われて話に応じなかったため、バダ・ハリが玄関を蹴破って中に押し入り、相手に“ 分かるように教えた”という。この時、相手の男は一旦非を認めて謝罪したが、後に警察に通報したため、ルッツとバダは逮捕された。警察も情状は酌量したものの、格闘家であるバダの暴行を問題視し、4週間の拘置と出所後の地域社会奉仕活動を義務付けられた。その後のグラハム戦の敗因は「オランダで色々なことがあって、コンディションが最悪だった」とK-1公式サイトにて語っている。
2008年5月頃、バダと肉体関係を持った女性の自宅を、バダとバダの友人が放火する事件を起こし、関係者として警察から事情聴取を受けた。そのため、K-1 WORLD GP 2008 IN FUKUOKAの前日のすぽると!で平井理央にインタビューされた際には「正直言って今回は練習不足だ」と告白している。
2010年3月25日、2月にアムステルダム市内のナイトクラブで起きたドアマンへの集団暴行事件の容疑者として取調べを受けていると報じられた。ドアマンは集団暴行を受け目の周りを骨折し失明する可能性が高いという重傷を負った。、また、オランダのマスコミからは「目撃者も多数」との報道がされた。同年4月3日のK-1 WORLD GP 2010 IN YOKOHAMAの大会後には2月の暴行事件について自ら暴行容疑を否定し、また、報道において事件の目撃者として挙がった人間はバダ・ハリやその仲間からの報復行為を恐れて、証人として名乗り出なかったため、証拠不十分として釈放となった。同年6月4日、同事件に関与していたとされるバダ・ハリを含めた4人のうち二人が逮捕、一人が自首し、残るバダにも警察が再び事情聴取しようとバダの自宅に来たところ、不在の本人に代わってバダの弁護士が「水曜日に彼を出頭させる」と約束したにもかかわらず、バダが出頭せずに逃走したため、「オランダ警察がバダ・ハリを指名手配した」と報道された。また、同年6月8日、IT'S SHOWTIME公式サイトで、バダが暴行事件についての出頭要請を無視している件について「我々もバダと連絡が取れない状態」と発表された。その後、上述にあるように、当初の予定通り休暇を兼ねてモロッコに滞在し、10月下旬にオランダへと戻って11月21日に裁判を受け、証拠不十分として仮釈放された。
なお、のちに被害者のドアマンはバダ・ハリが再度接触してきたことを明かし、ドアマンに2万ドルの口止め料を支払うことを約束し、その見返りに「警察に不利な証言をしないこと」という条件を持ちかけてきた、という出来事があった事をテレビチャンネル・AT5に暴露した。その後は、警察側の新たな動きは無く、事件は進展を見せなかったが。のちの殺人未遂の事件でハリが逮捕された際に、この事件についてもバダ・ハリ自身が認める発言をしている。
2012年6月、オランダの雑誌において、サッカー選手ルート・フリットの別居中の妻であり、ヨハン・クライフの姪であるエステル・クライフとバダ・ハリが不倫交際していると報じられた。両者の間には既に子供も生まれている。
2012年7月7日、アムステルダムの年次祭りでVIPボックスにいた実業家の男性に対し、バダの仲間が被害者を地面に叩きつけた後にバダ・ハリが「地獄に落ちろ！」と怒鳴りながら足首を強く何度も踏みつけて足首を粉砕骨折させ、さらに頭部を殴り顔面を骨折させたため、殺人未遂罪で逮捕。被害者2人のうちの1人の男性は一生歩けないという歩行障害を負った。なお、事件翌日にもかかわらずバダは不倫交際中であるルート・フリットの妻と共にバカンスで海外に出かけるが、この時点では証拠不十分で警察は出国禁止にできず、バダは予定通りバカンスに出かけた。そして帰国後バダ・ハリは警察の要請に従い出頭し、暴行殺人未遂容疑で逮捕された。
さらに、この事件が明るみに出た際には、バダ・ハリが2011年にアムステルダムのナイトクラブ『Air』のオーナーに暴行を加え、顎の骨と歯を折った暴行事件についても告発されることとなる。被害者のオーナーはバダ・ハリから圧力を受けていたため、『二度と来店しないこと』を条件に告訴しないとしていたものの、今回の事件を機に告発することを決めた、と語った。
さらに上記2件の暴行殺人未遂容疑で逮捕・拘留されている間に、過去に起こした数々の事件のうち、妊娠中の女性の自宅に放火をした容疑を含む4件の事件に関与していたことを認めた。バダ・ハリの担当弁護士は「現段階では最低数年の刑務所生活になることは間違いない。余罪次第では10年の実刑判決が下される見込み」とコメントしている。
2012年11月9日に、「バダ・ハリ本人が事件に対して自供したため、このまま拘留しておく必要がなくなった」という理由から、以前被害者達と接触されて手を打たれた事がある警察は『被害者、目撃者との接触の禁止』『レストラン、クラブなどへの出入り禁止』を条件にバダ・ハリを仮釈放した。しかし、それを守らずに不倫交際中の恋人とレストランにいたところを目撃され、仮釈放から僅か3日後に再逮捕された。2013年1月22日に仮釈放された。今後に開かれる裁判に出廷することが決まっている。

## 人物・エピソード
- 2012年夏季ロンドンオリンピックへのボクサーとしての出場の要請をモロッコのオリンピック委員会から受けている。マネージャーのサイモン・ルッツはこれについて、ハリの反応は消極的なものではなかったこと、そして自身も消極的ではないという旨をテレグラフ紙に対して答えている[30]。しかし、前述の2010年の暴行事件容疑の影響でこの話は流れてしまった[9]。

- サッカー選手と非常に仲が良く、クリスティアーノ・ロナウドと談笑しながらサッカー観戦をしているところを撮られる。[31]クリスティアーノ・ロナウド、カリム・ベンゼマ、マルセロ・ヴィエイラ・ダ・シウヴァ・ジュニオルが、バダ・ハリ応援メッセージをアップロードする。[32]これに対して、試合を観戦しに来たクリスティアーノ・ロナウド達に、[33]試合後のバダ・ハリがリング上でボールを蹴るモーションをしながらお礼をした。[34]カカ、マリオ・バロテッリ、アデル・ターラブトが、バダ・ハリ応援メッセージをフェイスブックにアップロードする。[35]

それ以外にもクリスティアーノ・ロナウド、カリム・ベンゼマ、フランク・リベリーらとの数多くのプライベートショットがネット上にUPされている。
バダ・ハリの試合を見に来たディエゴ・マラドーナが興奮し、椅子の上に乗りバダ・ハリの名を絶叫。試合後バダ・ハリの元へ来て写真を撮っていった。
『スポーツキーダ』によれば、モロッコに在住しているバダ・ハリに会うためにロナウドは定期的にモロッコを訪れているそうで、それに対するレアル・マドリーの懸念は増しているとのこと。ロナウドは練習終わりにモロッコへと飛んだ後、その日のうちにマドリッドに戻り、また次の日の練習に参加という生活を送っているらしく、レアル・マドリーの首脳陣は、このあまりに頻繁な行き来がピッチ上のパフォーマンスに影響しているのではないかと懸念しているという。地元スペイン紙は両者の関係に批判的だそうで、『El Mundo』などは「論争の的になっている」ともしているそう。
- バロンドールを受賞したこともあるサッカー選手、ルート・フリットの妻と不倫をし、子供ができてしまう。この妻は、フライングダッチマンと呼ばれたヨハン・クライフの姪でもある。[52][53]

- ジャンクSPORTSで谷川貞治いわく、バダ・ハリは相当の金持ちであると語っている。K-1の運営においても、ヨーロッパ大会などの際にはその財力に助けられている部分があるそうで、半分冗談を交えて「（金持ちなので）いやぁ、手放したくない選手ですね」と語っている。

- 戦いにおけるこだわり・信念について、「人々が何を求めているかを理解し、リスクを背負ってでも、その先にあるものを取りに行くことが大事だ」、「俺は真の『戦士』として感性に訴える戦いをしたい。俺は客を前のめりにさせて、たとえポケットに入っている硬貨を落としても、身動きができないような戦いをしたい。もし、レミーと同じ立場で反則をくらったとしたら、俺ならすぐに立ち上がって10秒後には肘打ちを叩き込んでるね（K-1ルールで肘打ちは反則）。それでチャラにして試合を再開するさ。論争にはなるだろうが、それが一番良かったんじゃないのか？」と語っている[54]

- K-1 WORLD GP 2008 IN SEOUL FINAL16のピーター・アーツvsセミー・シュルトについて「アーツは積極的に攻めていたが、ダメージを与えていたのはシュルトの方だ。たしかにシュルトは不人気な王者だし、シュルトが王者でなくなることはK-1とファンにとって良いことだと俺も思う。だが、だからといって感情移入した判定によってシュルトが排除されるのは駄目だ。K-1としてあるべき公平さを失ってはいけない」と語っている。

- 2000年からドージョー・チャクリキに所属していたが、2004年にIT'S SHOWTIMEを主催するサイモン・ルッツとマネージメント契約して以降にチャクリキジムを離脱し、一時的にメジロジムで練習した後、現在までマイクスジムに所属している。チャクリキジム会長のトム・ハーリックは「バダの取り巻きが彼に車をあげたり、お金をあげたりするようになり、バダは理由も説明せずチャクリキジムを去ってしまった。ずっと彼を息子のように思っていたのに本当にショックだったよ。選手を失ったからじゃない、本当に父親のつもりで接していたんだ。それきりどこで会っても、バダは私と目を合わせることはないんだ。裏切られたね」と語っている[55]。

- 乱闘騒ぎを起こしたり歯に衣着せぬ発言から、悪童やアウトローといったイメージが強いが、強くなるための努力は惜しまないため、酒や煙草はやらない。とある番組で紹介された時は、仲間達とダーツバーに行き、談笑する姿が紹介された。K-1デビュー直前にゴング格闘技のインタビューを受けた際には「俺は悪童じゃないし、喧嘩はしない」と嘘をついた。このことについて翌月のインタビューで、「初めて日本のマスコミの取材を受けたから、"日本のファンが悪童のような選手は嫌うかもしれない"と思ったから嘘をついたんだ」と語っている。K-1デビュー戦の翌日に「俺の本業は（アムステルダムの風俗店の）飾り窓のオーナーだ」と発言したことが話題にもなったが、これは単なる冗談である[20]。

- 悪童のイメージが強いものの、イスラム教を信仰しており、豚肉を食べない、ラマダンの時期には断食をする、といったムスリムの義務も真面目に行っている。K-1デビュー直後のインタビューで、バダの強気な発言を聞いた記者が「山本"KID"徳郁選手は"俺は神の子"と発言したことがありますが、あなたも彼のように強気な発言が多いですね」と言われると、「日本人にはそんなことを言ってる奴が言ってるのか!?」と驚愕していた。

- モロッコ人であることに強いこだわりを持っており、試合に勝利した後、モロッコ国旗を掲げてアピールすることがある。また、藤本との初代K-1世界ヘビー級王者決定戦を控えた時には「モロッコは世界的に自慢できるものがない国なんだ。だから俺がK-1世界王者として活躍することによって、世界中の人々に“モロッコ？ああ、バダ・ハリの母国だよね”と言ってもらえるようにしたい。“世界”王者という部分が重要なんだ」と語っている。また、K-1での活躍が認められ、2009年6月頃にはモロッコ国王陛下のムハンマド6世から表彰され、2010年8月には国王陛下から車をプレゼントされた[56]。しかし、2011年に「The Voice vs. Badr Hari」に出演した際には、「もちろん俺のルーツはモロッコだし、誇りに思っているが、それと同じくらいオランダ人とも思ってるし、世界中を回っていてホームと呼べる国がたくさんあるから、自分が何人なのかは問題じゃない」と語っている。

- その一方でオランダではモロッコ人と行動を共にすることは少ない。その理由に「オランダのモロッコ人はモロッコ人同士で集まりたがるから、俺には合わないんだ。黒人、白人、黄色人、色んな人種や国が集まってこそベストだ。そっちのほうが楽しい。」と語っている。

- アメリカ合衆国大統領のバラク・オバマと顔が似ているということもあってか、オバマの「CHANGE（変革）」という決め台詞をバダに言わせたがるマスコミが多く、バダもそれに乗って「K-1をCHANGEする」と何度もコメントしていた。ただし、バダ本人は「若者の俺がオバマのような年齢の人に顔が似てると言われても褒め言葉とは思えないね」と苦笑交じりに語っている[57]。

- 2006年まではリングへと入場する際に、花道でたっぷりと時間をかけて観客を煽ってからリングインするという入場パフォーマンスを行っていた。これについて本人は「俺はナルシストだから、自分のカッコ良さをたっぷりと観客にアピールしてから自分に酔ってから試合に臨んだ方が戦いやすいし、客も喜ぶから」と答えている。ポール・スロウィンスキー戦ではあまりに入場が長すぎたため、まだリングインしていない時に入場曲が鳴り終わってしまった。しかし、2007年からは一転して、入場ゲートの入り口でマイクスジムのマイク会長とメルヴィン・マヌーフの激しい檄に大声で答えて気合いを入れた後、足早に入場するというスタイルに変更した。2009年からは静かに早歩きでの入場となり、2011年からは入場ゲートではなく観客席の間を通って早歩きで入場している。

- 自身が主戦場としているK-1を愛し、誇りを持っているが故に過激な発言をすることも多い。2008年9月23日、総合格闘技イベントDREAMの大会、DREAM.6を観戦に訪れた際にリングに上がり「今日は抱き合ったりキスしたりするのしか見ていない（寝技で膠着状態になる場面が多かったことを揶揄してのコメント）」「誰でも、どこでも、いつでも挑戦を受ける!」と総合格闘技そのものを否定するような挑発的発言をし、更には観客に「本物の闘いが見たければK-1に来い」とコメントした[58]。25日に行われたK-1 WORLD GP 2008 IN SEOUL FINAL16の記者会見でも「DREAMの試合はくだらない。何の競争心も感じなかった。」と発言した[59]。後に雑誌のインタビューで「別に俺は総合格闘技そのものを否定してるわけじゃない。あのDREAM.6という大会だけがつまらなかっただけだ。だが、K-1の方が総合格闘技よりも面白くて本物の戦いだという意見は変わらない。それに現実としてMMAでも人気の高いファイターといったら、ミルコ・クロコップ、エメリヤーエンコ・ヒョードル、ヴァンダレイ・シウバといったストライカータイプの選手ばかりだ。グラップラータイプで人気がある選手なんてアントニオ・ホドリゴ・ノゲイラくらいしかいないじゃないか。MMAファイターの打撃よりも、打撃専門のK-1ファイターの方が優れてるんだから、MMAよりもK-1の方が皆が求める本物の戦いなのは当たり前だろう？」と語っている。また、「あの大会で唯一面白いと感じたのは所英男の試合だけだ。彼とは一緒に練習したことがあるし、俺は彼を友達だと思っている。あの大会でトコロは負けはしたが、負けを恐れずに積極的に動き続けていたことが素晴らしかった。一部のK-1ファイターや他の総合格闘家はトコロの姿勢を見習うべきだ」とコメントしている。

- 自身の総合格闘技ルール参戦については「一度だけ総合ルールの試合をしたことがあるが、あの時は元々メルヴィン・マヌーフが試合に出場する予定だったのに、直前に彼が怪我で欠場したから急遽代役で出場したんだ。当時の俺は総合の練習なんて一度もやったことが無かったから“ファイトマネーが貰えるなら出る。寝技になったらすぐにタップアウトしよう”という軽い気持ちで出て負けただけだ。今の俺はマイクスジムと交流のあるアメリカン・トップチームで総合の練習を積んでいる。総合での得意技は三角絞めだ。これでスパーリングではメルヴィンからタップも奪ったしな」と語り、青木真也やゲガール・ムサシがハリとの対戦を希望していることを聞くと、「奴らが総合ルールでの対戦を希望するなら望み通りMMAルールで戦っても構わない。ボコボコにしてやるよ!」と返答している。Dynamite!! 〜勇気のチカラ2008〜でアリスター・オーフレイムにK-1ルールで敗れた後、アリスターが「バダ・ハリとK-1ルールとMMAルールで1試合ずつ戦う契約を結んでるから次はMMAルールでバダを叩きのめしてやる」とコメントしたことについて、試合直後の会見では「俺は立ち技のファイターだし、それが一番得意だ。MMAの試合はない。スタンドでベストを尽くして戦う。もう一度言う、MMAでの試合はない」とMMAルールの試合出場を拒否する姿勢を一度は示していた。しかし、K-1 WORLD GP 2009 IN YOKOHAMAにてハリ自ら「アリスターとMMAルールで再戦させろ」と要求している[60]。

- アメリカン・トップチームの総合格闘家であるJ.Z.カルバンやジョルジ・サンチアゴらと仲が良く、カルバンがバダのセコンドに就いたり、一緒にサーフィンをしたりしている。サンチアゴはバダのMMA挑戦について、「俺が約半年間オランダに滞在して、マイクスジムに出稽古していた時にバダ・ハリも一緒にMMAの練習をしたんだけど、バダは良い柔術テクニックを持っているよ。バダは友人だから頑張ってほしいし、MMAでも活躍できると思う」と語っている[61]。

### 他のファイターとの関係
アンディ・フグ
直接の対戦経験はないものの、「人気・実力を兼ね備えた、全てが完璧な理想の王者だ。彼はファンを大切にし、誰からも愛されている。不幸な形でこの世を去ってしまったが、彼は今でも俺達の心の中で生きていることが彼が偉大である証だ」と語り、最も尊敬するK-1ファイターとして挙げている。
ジェロム・レ・バンナ
直接の対戦経験はないものの、フグ同様最も尊敬するK-1ファイターに挙げており、「バンナの試合を見るのが大好きだ。バンナのように常に豪快なKO勝ちでファンを喜ばせることを追求する姿勢こそが、今のK-1ファイターに求められているんだ。ジェロムは人々が何を求めているかわかっているから、ファンは彼の試合を観たいと望むのさ。それにトーナメントよりもワンマッチで勝ち続けてこそ、最強と言える。だからワンマッチ最強のジェロムが最強なのさ」と語っている。
ピーター・アーツ
バダが10歳の頃にアーツはK-1王者として活躍しており、当時のバダのアイドルであったのと同時にポスターでアーツの写真を見て「いつかこうなりたい」と思っていたとのこと。「彼は偉大なファイターだと思ってる。彼がいたからK-1はメジャーになっていったし、その功労者であることは俺も含めて誰もが認めている」と語り、K-1 WORLD GP 2008 FINALで対戦して勝利した後、リング上で正座をして頭を下げて敬意を表している。
アーネスト・ホースト
バダはホーストについて、「彼は戦術に長けている一方で、リスクを背負ってでも、その先にあるものを取りに行く闘争心を持った偉大なファイターだ。そこがレミーとは違う」と語っており、また前述の通り、ホースト自身もバダの才能を絶賛している。
魔裟斗
バダは魔裟斗について、「マサトのような実力とルックス、カリスマ性を兼ね備えた男こそがチャンピオンにふさわしい」と語っている。
レミー・ボンヤスキー
バダは彼を最も嫌いなファイターに挙げている。理由はボンヤスキーが初優勝した2003年のWORLD GPは、ホースト、バンナ、マーク・ハント、ステファン"ブリッツ"レコ、ミルコ・クロコップら当時の主力選手がことごとく欠場したためレベルが低かったこと、ボンヤスキーが連覇を達成した2004年のWORLD GPはボンヤスキーvsホースト戦を初めとして疑惑の判定が多かったことなどが原因である。また公式サイトのインタビューでは「レミーはチャンピオンのくせに裏では対戦相手を選んで逃げ回っている」とレミーが嫌いな理由を述べ、「レミーはフェイク王者だ!」と強く批判している。また、2004年には同年のK-1 WORLD GP王者レミーを抑えてバダがオランダ格闘技界の年間MVPを受賞したこともバダの意見の正当性を裏付ける要素として主張している。K-1 WORLD GP 2008 FINALでは試合中にボンヤスキーへの嫌悪感が爆発して倒れたボンヤスキーに追い討ちのパンチと踏みつけ攻撃をして反則負けし、さらに試合後も自分が着けていたグローブを外してボンヤスキーに向かって投げつける暴挙に出た。その上大会直後の会見では「レミーに（反則の）ダメージはなかったはず。優勝が決まった途端、立ち上がって感動的なマイクアピールをしやがっただろ。奴は主演男優賞を受賞したんだ」と吐き捨てていた。また、彼の戦いについて「レミーは全てが教科書通りだ。K-1 WORLD GP 2008 FINALの決勝戦では反則されるのを待ってましたと言わんばかりさ」と語り、バダはアーツ、ホースト、バンナを真の『戦士』と称する一方で、「レミーは『選手』だが、『戦士』じゃねえ」と酷評している。
ルスラン・カラエフ
2006年の初対戦時に反則裁定を巡って因縁が生まれ、翌年の再戦時に「BADR said FUCK KARAEV!!」とプリントされたTシャツを着るなど怒りを露わにしていたが、その後は「ルスランには俺のライバルとしてK-1のためにも頑張ってもらわないとな」とコメントしている。
セミー・シュルト
バダはシュルトについて、「奴はデカいから勝っているだけだし、ルックスも悪い」、「奴は俺と戦っていないから優勝できただけのラッキー王者だ」、「シュルトはパンケーキみたいな奴だ」、「シュルトにレーティングを付けるとしたら10点中6.5点だ。実績から考えれば、10点中10点だろうが、ファンから見たシュルトの価値はそんなもんだろ。まあ、それでも高いほうじゃないのか？オランダのファンは3点すら与えていないだろう。なぜなら簡単に言えば、彼はセンセーショナルなファイターじゃないからだ。誰もファンは見たいと思っていないだろ」などと批判している。しかし一方では、「だが、シュルトは非常に努力家であり、決してレミーのような腰抜け野郎ではない。あのつまらないファイトスタイルをどれだけ非難されても、変えようとしないからな。それはそれで大したもんだ。レミーがあんな形で王者になりたいなら、それでいい。俺はセミー・シュルトをより尊敬する。シュルトはレミーと違って、泣き叫んだり、愚痴ばかりこぼしたりせず、ただ戦い続けるからな。俺は本当の『戦士』と戦いたいんだ。セームは強い。戦う価値がある」と、認めて敬意を表している一面もある。
チェ・ホンマン
バダはホンマンについて、「奴はテクニックが全くないよ。デカイ頭とフランケンシュタインみたいな顔しやがって!」と罵倒している。

## 戦績

### キックボクシング
| キックボクシング 戦績 | キックボクシング 戦績 | キックボクシング 戦績 | キックボクシング 戦績 | キックボクシング 戦績 | キックボクシング 戦績 | キックボクシング 戦績 |
| --------------------- | --------------------- | --------------------- | --------------------- | --------------------- | --------------------- | --------------------- |
| 126 試合              | (T)KO                 | 判定                  | その他                | 引き分け              | 無効試合              |                       |
| 106 勝                | 92                    | 14                    | 0                     | 0                     | 3                     |                       |
| 17 敗                 | 14                    | 1                     | 2                     | 0                     | 3                     |                       |

| 勝敗 | 対戦相手                         | 試合結果                                     | 大会名                                                                   | 開催年月日     |
| ×    | ウク・ユルジェンダル             | 2R 0:47 TKO（4ノックダウン）                 | GLORY 89                                                                 | 2023年10月7日  |
| －   | アリスター・オーフレイム         | ノーコンテスト（オーフレイムの禁止薬物失格） | GLORY: Collision 4                                                       | 2022年10月9日  |
| ー   | アルカディウシュ・ゾセク         | ノーコンテスト（ファンの乱闘騒ぎで試合終了） | GLORY 80                                                                 | 2022年3月19日  |
| ×    | アルカディウシュ・ゾセク         | 2R 1:30 KO（左ハイキック）                   | GLORY 78                                                                 | 2021年9月4日   |
| ×    | ベンジャミン・アデグバイ         | 3R 0:50 TKO（左ミドルキック）                | GLORY 76                                                                 | 2020年12月20日 |
| ×    | リコ・ヴァーホーベン             | 3R 0:59 TKO（足の負傷）                      | Glory: Collision 2 【GLORY世界ヘビー級タイトルマッチ】                   | 2019年12月21日 |
| ー   | ヘスディ・ゲルゲス               | ノーコンテスト（両者のドーピング検査失格）   | GLORY: Rotterdam                                                         | 2018年3月3日   |
| ×    | リコ・ヴァーホーベン             | 2R 1:22 TKO（肩の脱臼）                      | GLORY Collision: Rico vs. Badr 【GLORY世界ヘビー級タイトルマッチ】       | 2016年12月10日 |
| ○    | イスマエル・ロント               | 3R 0:32 TKO                                  | Akhmat Fight Show                                                        | 2015年8月22日  |
| ○    | アーノルド・オボロトフ           | 1R KO                                        | Global FC 4                                                              | 2014年10月16日 |
| ○    | ピーター・グラハム               | 1R 1:34 TKO                                  | Global FC 3 【Global FC 3 ヘビー級トーナメント決勝】                     | 2014年5月29日  |
| ○    | ステファン・レコ                 | 1R 1:38 KO                                   | Global FC 3                                                              | 2014年5月29日  |
| ○    | アレクセイ・イグナショフ         | 3R 判定                                      | Legend Fighting Show 2                                                   | 2013年11月9日  |
| ×    | ザビット・サメドフ               | 2R 2:16 KO（右アッパー→左フック）            | Legend Fighting Show                                                     | 2013年5月25日  |
| ○    | ザビット・サメドフ               | 3R終了 判定3-0                               | K-1 World Grand Prix 2012 Final 8                                        | 2013年3月15日  |
| ○    | アンダーソン・ブラドック・シルバ | 3R終了 判定3-0                               | K-1 Rising 2012 〜 K-1 World MAX Final 16 〜 in Madrid                   | 2012年5月27日  |
| ○    | グーカン・サキ                   | 1R TKO（右アッパーカット）                   | It's Showtime 55 【キックボクシング引退試合】                            | 2012年1月28日  |
| ○    | グレゴリー・トニー               | 1R TKO                                       | It's Showtime 2011 LYON                                                  | 2011年5月14日  |
| ×    | ヘスディ・カラケス               | 2R 反則負け（倒れた相手の顔面への蹴り）      | It's Showtime 2010 Amsterdam 【IT'S SHOWTIME世界ヘビー級タイトルマッチ】 | 2010年5月29日  |
| ○    | アレクセイ・イグナショフ         | 3R終了 判定3-0                               | K-1 WORLD GP 2010 IN YOKOHAMA                                            | 2010年4月3日   |
| ○    | ムラッド・ボウジディ             | 2R 2:55 KO（右アッパーカット）               | IT'S SHOWTIME 2010 Prague 【IT'S SHOWTIME世界ヘビー級タイトルマッチ】    | 2010年2月13日  |
| ×    | セミー・シュルト                 | 1R 1:48 KO（3ノックダウン：左ミドルキック）  | K-1 WORLD GP 2009 FINAL 【WORLD GP 決勝】                                | 2009年12月5日  |
| ○    | アリスター・オーフレイム         | 1R 2:14 KO（2ノックダウン：左ハイキック）    | K-1 WORLD GP 2009 FINAL 【WORLD GP 準決勝】                              | 2009年12月5日  |
| ○    | ルスラン・カラエフ               | 1R 0:38 KO（2ノックダウン：右フック）        | K-1 WORLD GP 2009 FINAL 【WORLD GP 準々決勝】                            | 2009年12月5日  |
| ○    | ザビット・サメドフ               | 1R 2:15 KO（右ボディストレート）             | K-1 WORLD GP 2009 IN SEOUL FINAL16 【WORLD GP 1回戦】                    | 2009年9月26日  |
| ○    | セミー・シュルト                 | 1R 0:45 KO（右フック）                       | It's Showtime 2009 Amsterdam 【初代IT'S SHOWTIME世界ヘビー級王者決定戦】 | 2009年5月16日  |
| ○    | フレデリック・シニストラ         | 1R 2:06 KO（右ストレート）                   | It's Showtime 2009                                                       | 2009年2月8日   |
| ×    | アリスター・オーフレイム         | 1R 2:02 KO（左フック）                       | Dynamite!! 〜勇気のチカラ2008〜                                          | 2008年12月31日 |
| ×    | レミー・ボンヤスキー             | 2R 0:53 反則失格（倒れた相手への攻撃）       | K-1 WORLD GP 2008 FINAL 【WORLD GP 決勝】                                | 2008年12月6日  |
| ○    | エロール・ジマーマン             | 3R 2:15 KO（右ストレート）                   | K-1 WORLD GP 2008 FINAL 【WORLD GP 準決勝】                              | 2008年12月6日  |
| ○    | ピーター・アーツ                 | 2R 1:39 TKO（レフェリーストップ：右フック）  | K-1 WORLD GP 2008 FINAL 【WORLD GP 準々決勝】                            | 2008年12月6日  |
| ○    | チェ・ホンマン                   | 延長R 0:00 TKO（タオル投入）                 | K-1 WORLD GP 2008 IN SEOUL FINAL16 【WORLD GP 1回戦】                    | 2008年9月27日  |
| ○    | ドマジョフ・オスタジック         | 1R 0:19 KO（左フック）                       | K-1 WORLD GP 2008 IN HAWAII 【スーパーファイト】                         | 2008年8月9日   |
| ○    | グラウベ・フェイトーザ           | 1R 2:33 KO（右フック）                       | K-1 WORLD GP 2008 IN FUKUOKA 【K-1ヘビー級タイトルマッチ】               | 2008年6月29日  |
| ○    | レイ・セフォー                   | 1R 2:43 KO（3ノックダウン：左フック）        | K-1 WORLD GP 2008 IN YOKOHAMA                                            | 2008年4月13日  |
| ×    | レミー・ボンヤスキー             | 3R終了 判定0-2                               | K-1 WORLD GP 2007 FINAL 【WORLD GP 準々決勝】                            | 2007年12月8日  |
| ○    | ダグ・ヴィニー                   | 2R 1:23 KO（右ストレート）                   | K-1 WORLD GP 2007 IN SEOUL FINAL16 【WORLD GP 1回戦】                    | 2007年9月29日  |
| ○    | ピーター・グラハム               | 3R終了 判定3-0                               | K-1 WORLD GP 2007 IN HONG KONG 【スーパーファイト】                      | 2007年8月5日   |
| ○    | 藤本祐介                         | 1R 0:56 KO（左ハイキック）                   | K-1 WORLD GP 2007 in HAWAII 【初代K-1ヘビー級王者決定戦】                | 2007年4月28日  |
| ○    | ルスラン・カラエフ               | 2R 2:46 KO（右ストレート）                   | K-1 WORLD GP 2007 IN YOKOHAMA 【初代K-1ヘビー級王座挑戦者決定戦】        | 2007年3月4日   |
| ○    | ニコラス・ペタス                 | 2R 1:28 TKO（タオル投入：左腕負傷）          | K-1 PREMIUM 2006 Dynamite!!                                              | 2006年12月31日 |
| ○    | ポール・スロウィンスキー         | 3R終了 判定3-0                               | K-1 WORLD GP 2006 IN TOKYO 決勝戦 【スーパーファイト】                   | 2006年12月2日  |
| ×    | ルスラン・カラエフ               | 1R 0:52 KO（右ストレート）                   | K-1 WORLD GP 2006 IN OSAKA 開幕戦 【WORLD GP 1回戦】                     | 2006年9月30日  |
| ×    | ピーター・グラハム               | 3R 2:54 KO（左胴回し回転蹴り）               | K-1 WORLD GP 2006 IN AUCKLAND 【OCEANIA GP 1回戦】                       | 2006年3月5日   |
| ○    | ステファン"ブリッツ"レコ         | 2R 1:30 KO（右バックスピンキック）           | K-1 WORLD GP 2005 IN TOKYO 決勝戦 【WORLD GP リザーブファイト】          | 2005年11月19日 |
| ×    | ステファン"ブリッツ"レコ         | 1R 1:44 KO（右バックスピンキック）           | It's Showtime 8                                                          | 2005年6月12日  |
| ○    | ヴィタリ・オフラメンコ           | 3R終了 判定3-0                               | K-1 Italy GP 2005 in Milan                                               | 2005年4月16日  |
| ○    | ドマジョフ・オスタジック         | 2R 0:10 KO（右フック）                       | Ultimate Nokaut 1                                                        | 2005年3月11日  |
| ○    | ゲーリー・ターナー               | 5R終了 判定3-0                               | Rings Fightgala 〜Born Invincible〜                                      | 2004年12月12日 |
| ○    | グーカン・サキ                   | 2R終了時 TKO（タオル投入）                   | 2 Hot 2 Handle                                                           | 2004年10月10日 |
| ○    | アジス・カトゥー                 | 2R 1:45 KO（膝蹴り）                         | It's Showtime 7                                                          | 2004年5月20日  |
| ○    | エロル・パリス                   | 5R KO（右フック）                            | Profighters Gala in Almere                                               | 2004年3月21日  |
| ○    | アントニー・ハードンク           | 5R終了 判定3-0                               | Rings Fightgala                                                          | 2003年9月27日  |
| ×    | アレクセイ・イグナショフ         | 3R 2:55 TKO（レフェリーストップ：右フック）  | IT'S SHOWTIME 〜Amsterdam ArenA〜                                        | 2003年6月8日   |
| ○    | デニス・ストリイビス             | 5R終了 判定3-0                               | Rings Fightgala 〜Heroes of the Next Generation〜                        | 2003年3月30日  |
| ○    | アフメド・ラクス                 | 4R TKO（レフェリーストップ）                 | Killerdome II                                                            | 2003年2月2日   |
| ×    | カリム・ムラベト                 | 3R終了 判定                                  | Victory or Hell                                                          | 2002年11月24日 |
| ○    | アフメド・ラクス                 | 5R TKO（ドクターストップ）                   | Warriors Fight Night                                                     | 2002年10月20日 |
| ○    | ウィリー・シュナイダー           | TKO                                          | WPKL Gala in Hogendorphal                                                | 2002年2月17日  |
| ×    | ロッキー・グランディーン         | 1R 1:39 KO（バックスピンキック）             | WPKL Gala in Amsterdam                                                   | 2000年11月19日 |

### 総合格闘技
| 総合格闘技 戦績 | 総合格闘技 戦績 | 総合格闘技 戦績 | 総合格闘技 戦績 | 総合格闘技 戦績 | 総合格闘技 戦績 | 総合格闘技 戦績 |
| --------------- | --------------- | --------------- | --------------- | --------------- | --------------- | --------------- |
| 1 試合          | (T)KO           | 一本            | 判定            | その他          | 引き分け        | 無効試合        |
| 0 勝            | 0               | 0               | 0               | 0               | 0               | 0               |
| 1 敗            | 0               | 1               | 0               | 0               | 0               | 0               |

| 勝敗 | 対戦相手           | 試合結果             | 大会名                                     | 開催年月日    |
| ×    | イゴール・キリシス | 1R 0:22 前腕チョーク | Shooto Holland: The Lords of the Ring Gala | 2002年5月12日 |

## 獲得タイトル
- 初代K-1ヘビー級王座
- 初代IT'S SHOWTIME世界ヘビー級王座
- K-1 WORLD GP 2009 準優勝
- Global FC 3 ヘビー級トーナメント 優勝

### 戦績
- K-1 選手データ - ウェイバックマシン（2011年10月1日アーカイブ分）
- GLORY 選手データ
- バダ・ハリの戦績 - SHERDOG（英語）